# Electorat de Hessen
L'Electorat de Hessen fou un estat del Sacre Imperi Romanogermànic des que el landgraviat de Hessen-Kassel fou elevat a l'estatus d'electorat per Napoleó l'any 1803.
Amb el tractat de Tilsit, el 1807 fou annexionat al regne de Westfàlia però el 1814, amb el congrés de Viena fou restablert amb el seu nom original.
L'estat, consistent en diversos territoris disgregats, va sobreviure amb el nom d'electorat dins de la Confederació Germànica fins a l'any 1866, quan fou annexionat pel regne de Prússia després de la guerra Austroprussiana.

## Història
Durant la reorganització dels estats alemanys el 1803, el landgraviat ser elevat a la categoria de principat, i el landgravi Guillem IX va ser conegut com a Guillem I de Hessen-Kassel, príncep elector de Hessen. El territori va passar a anomenar-se formalment Electorat de Hessen, però el nom de Hessen-Kassel va continuar utilitzant-se de manera quotidiana.
El 1806, el principat va ser ocupat per l'exèrcit de Napoleó Bonaparte, a causa del suport que havia atorgat a Prússia durant les guerres napoleòniques. Guillem I va ser deposat i el territori es va integrar dins del Regne de Westfàlia, governat per Jeroni Bonaparte.
Després de la derrota de Napoleó el 1813, el principat va ser restituït en la seva totalitat i Guillem I va tornar al govern. Encara que el Sacre Imperi Romanogermànic va ser dissolt el 1806, Guillem va mantenir el títol de príncep elector, ja que aquest li donava certa superioritat sobre el seu cosí el gran duc de Hessen-Darmstadt.
Frederic Guillem de Hessen-Kassel es va aliar amb l'Imperi austríac en la Guerra Austroprussiana. Amb la derrota austríaca, va acabar l'existència del principat, ja que Prússia es va annexar tot el seu territori el 1866.
En l'actualitat, el territori del que va ser Hessen-Kassel es troba integrat dins de l'estat alemany de Hessen.